# 1778 w polityce
Wydarzenia polityczne w 1778 roku.
- Dekret Karola III Hiszpańskiego o wolności handlu (Libre Comercio): 22 miasta portowe w hiszpańskiej Ameryce oraz 13 miast portowych w Hiszpanii uzyskuje prawo do nieograniczonej wymiany handlowej[1].

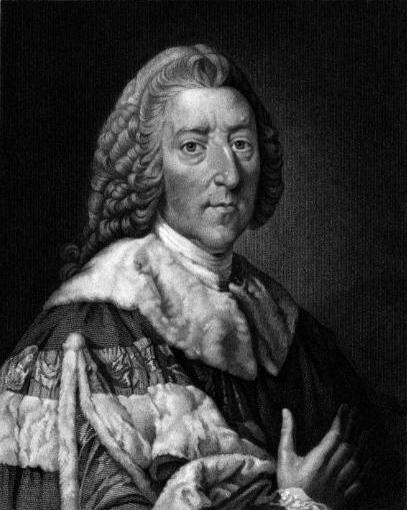
William Pitt

## Zmarli
- 31 marca Konstanty Ludwik Plater, marszałek Trybunału Głównego Wielkiego Księstwa Litewskiego[2].
- 11 maja William Pitt Starszy, polityk brytyjski, premier, ojciec Williama Pitta Młodszego, również premiera[3].